# Enrique de la Mora
Enrique de la Mora y Palomar (Guadalajara, 16 de junio de 1907-Ciudad de México, 9 de mayo de 1978) fue un arquitecto mexicano ganador del Premio Educación Pública en 1946 y del Premio Nacional de Arquitectura en 1953. Su obra incluye edificios públicos, iglesias, casas habitación, escuelas, tiendas departamentales, edificios bancarios y propuestas urbanas. En colaboración con ingenieros, artistas, políticos, académicos y miembros de la iglesia católica, creó un lenguaje diverso consecuente con innovaciones estructurales, funcionales, estéticas y de la liturgia católica. Los edificios que diseñó y construyó se consideran un referente urbano y forman parte del patrimonio moderno de la arquitectura y el pensamiento en México. Junto al español Félix Candela, representa la arquitectura expresionista estructural en México.

## Trayectoria
Enrique de la Mora creció en la ciudad de Guadalajara en una familia de tradición católica. Su padre, Manuel de la Mora y del Castillo Negrete (1874-1923), fue un ingeniero y arquitecto que diseñó y construyó edificios icónicos en el centro de Guadalajara. Otros arquitectos que destacan entre los miembros de su familia son: su esposa, Tatiana de la Mora y José Villagrán García, su maestro y colaborador.[cita requerida]
Enrique de la Mora estudió en la Escuela Nacional de Arquitectura (hoy Facultad de Arquitectura) de la Universidad Nacional Autónoma de México, donde obtuvo el título de arquitecto el 28 de abril de 1933. José Luis Cuevas Pietrasanta y Carlos Contreras fueron dos maestros destacados de esa generación, en la que también estudiaron Augusto Pérez Palacios y Enrique Yáñez.
En 1933 inició su carrera con el diseño del Hogar Infantil Número 9 en la Ciudad de México, de la mano de José Villagrán García. A partir de 1934, se asoció con José Creixell, Manuel de la Mora y Pafnuncio Padilla, con quienes construyó múltiples edificios departamentales, públicos y de oficinas.[cita requerida]
La etapa más importante de su despacho fue entre 1940 y 1960. La parroquia de la Purísima Concepción en Monterrey, Nuevo León, fue la obra que inició esta etapa y por la cual le otorgaron varios reconocimientos más adelante. Durante esta fase, el arquitecto Fernando López Carmona fue el jefe de taller en su despacho, colaborando y aportando sus destacados conocimientos sobre geometría. 
Durante estas dos décadas, su despacho incursionó en la búsqueda de formas innovadoras a través de estructuras poco convencionales que permitían amplios espacios interiores sin apoyos y un lenguaje plástico novedoso. Algunas figuras importantes que acompañaron esta búsqueda fueron Leonardo Zeevaert, Félix Candela, Alberto González Pozo y Fernando López Carmona, además de numerosos artistas e intelectuales.[cita requerida]
El arquitecto de la Mora también fue cofundador de la Facultad de Arquitectura de la Universidad Nacional Autónoma de México y de la Escuela Superior de Ingeniería y Arquitectura del Instituto Politécnico Nacional.[cita requerida]
El archivo de su obra completa se encuentra en la Facultad de Arquitectura de la Universidad Nacional Autónoma de México.

## Colaboraciones
Arquitectos: Tatiana de la Mora, José Creixell, Alberto González Pozo, Fernando López Carmona, Félix Candela, Salvador López Peimbert, Juan José Díaz Infante, José Azpiazu, Alberto Arouesty, Luis Barragán, Mathias Goeritz, José Luis Benlliure, Enrique del Moral, Mario Pani y José Villagrán.[cita requerida]
Ingenieros: Leonardo Zeevaert, Manuel de la Mora, Santiago Greenham, Pafnuncio Padilla.
Artistas: Kitzia y Herbert Hoffmann, Federico Canessi, Zita Bassich, Jorge González Camarena.
Clero: Sergio Méndez Arceo, Felipe Pardiñas, Gabriel Chávez de la Mora, Gregorio Lemercier, Octaviano Valdez, Enrique Glenni, J.M. Gallegos Rocafull.
Empresarios: Maximino Michel, Ernesto Robles León.

## Obras destacadas
- 1933. Casa Hogar Infantil no. 9, Ciudad de México. En colaboración con José Villagrán García.
- 1946. Parroquia de la Purísima de Monterrey, Nuevo León. Estructura de cañón corrido parabólico. En colaboración con Fernando López Carmona.
- 1950. Edificio de la Facultad de Filosofía y Letras de la Universidad Nacional Autónoma de México, Ciudad de México. Patrimonio de la Humanidad por la Unesco desde 2007.[3]
- 1954. Edificio del Fondo de Cultura Económica, Ciudad de México.
- 1955. Sala de Remates de la Bolsa de Valores de México, Ciudad de México. Bóveda de arista a base de dos mantos paraboloides hiperbólicos entrecruzados de concreto de 4 cm de espesor. En colaboración con Fernando López Carmona y Félix Candela.
- 1956. San Antonio de las Huertas, Ciudad de México. Inconclusa. En colaboración con Fernando López Carmona y Félix Candela.
- 1957. San José Obrero, Col. Cuauhtémoc, San Nicolás de los Garza, N. L. En colaboración con Fernando López Carmona y Félix Candela.
- 1958. El Altillo, Capilla de Nuestra Señora de la Soledad, Ciudad de México. Cubierta realizada con un manto paraboloide hiperbólico. En colaboración con Fernando López Carmona y Félix Candela.
- 1958. Iglesia de San Vicente de Paul, Ciudad de México. Cubierta compuesta de tres paraboloides hiperbólicos de borde recto. En colaboración con Fernando López Carmona y Félix Candela.
- 1951. Casa de la Mora, Ciudad de México.
- 1962-1963 Iglesia de Nuestra Señora de Guadalupe en Madrid, en colaboración con José Ramón Azpiazu, José Antonio Torroja y Félix Candela. Planta octagonal con cubierta de paraboloides hiperbólicos soportados solo en cuatro pilares interiores.
- 1963. Edificio de Seguros Monterrey, Ciudad de México. Edificio sostenido sobre dos pilares de los cuales cuelgan los seis entrepisos del volumen principal. En colaboración con Alberto Gońzález Pozo y Leonardo Zeevaert.

## Legado en la academia
- Cofundador y maestro de la Facultad de Arquitectura de la Universidad Nacional Autónoma de México
- Cofundador de la Escuela Superior de Ingeniería y Arquitectura del Instituto Politécnico Nacional

## Premios
- 1946. Premio Educación Pública, otorgado por la Comisión Administradora del Premio Nacional de Artes y Ciencias, por la Parroquia de la Purísima Concepción, Nuevo León, Monterrey.

## Obras seleccionadas
- Edificio comercial de El Puerto de Liverpool (Ciudad de México), 1936
- La Purísima (Monterrey, 1939)
- Proyecto general para el Instituto Tecnológico y de Estudios Superiores de Monterrey (Monterrey, 1945)
- Facultad de Filosofía y Letras de la Universidad Autónoma Nacional de México (Ciudad de México, 1947)
- Rectorado del Instituto Tecnológico y de Estudios Superiores de Monterrey (Monterrey, 1954)
- Edificio de la Bolsa Mexicana de Valores (Ciudad de México, 1955)
- Iglesia de Nuestra Señora de Guadalupe (Madrid, 1965)